# Some Time in New York City
Some Time in New York City é o quarto álbum de estúdio (com material ao vivo) de John Lennon e Yoko Ono, sendo também o terceiro trabalho de Lennon após sua saída dos Beatles.
Em setembro de 1971, John e Yoko mudaram-se de Londres para Nova York, foram morar no bairro boêmio de Greenwich Vilagge. Logo foram procurados por ativistas políticos como Jerry Rubin e Abbie Hoffman e começaram a discursar a favor de John Sinclair (poeta preso por porte de maconha), contra rebelião de Attica (onde 39 pessoas foram mortas) e contra a prisão de Angela Davis (do partido comunista americano).
Em janeiro de 1971, a mando do presidente americano Richard Nixon, o FBI abriu um inquérito para investigar a vida de John Lennon com a intenção de achar meios para deportar John dos Estados Unidos.
As gravações do álbum começaram em junho de 1972, o casal Lennon chamou o produtor Phil Spector para ajudá-los. Foram adicionadas ao álbum músicas que John e Yoko gravaram ao vivo. "Cold Turkey" e "Don't Worry Kyoko (Mummy's Only Looking for a Hand in the Snow)" foram gravadas no Lyceum Ballroom em London em 15 de dezembro de 1969, de um show ao vivo para a UNICEF com Eric Clapton, George Harrison e Keith Moon, entre outros. Porém as músicas gravadas junto a Frank Zappa and The Mothers of Invention em Fillmore East em junho de 1971 adiconadas no LP foram deixadas de lado na reedição em cd.
O álbum é o mais politizado de John. A música de abertura é "Woman Is the Nigger of the World", tinha intenção de negar ao sexismo. Mas trouxe uma certa polêmica e foi banida em alguns lugares pelo uso da palavra nigger (negro em português), embora a palavra não tenha um sentido de se referir aos negros afro-americanos.
A música "John Sinclair" era um apelo a liberação do poeta John Sinclair após ser condenado a dez anos de prisão por ter dado dois cigarros de maconha a dois oficiais da polícia. "Sunday Bloody Sunday" e "The Luck of the Irish" eram referentes a Irlanda do Norte. No dia 30 de janeiro de 1972, a polícia matou catorze pessoas que participavam de uma passeata católica contra o governo da Irlanda do Norte, o fato ficou conhecido como "Domingo Sangrento". Anos mais tarde o grupo U2 faria também uma música com mesmo nome em referência ao fato. 
"Angela" em referência a Angela Davis, afro-americana, comunista que fez parte do  Partidos dos Panteras Negras, que foi acusada e condenada por participar do sequestro e assassinato do juiz Harold Haley.
As músicas de Yoko também traziam temas diversos. "Sisters O Sisters" com tema feminista, "Born in a Prison" tratava da falta de um sistema educacional, "We're All Water" para celebrar a cultura. Na verdade, este álbum é visto como o início da autoria de músicas por parte de Yoko Ono. 
Pouco tempo após o lançamento do álbum, John e Yoko fizeram dois shows na cidade de Nova York no Madison Square Garden, o que posteriormente seria lançado em álbum chamado Live in New York City.
Em 2005, o álbum foi remixado e relançado sem as faixas gravadas junto a Frank Zappa e com a adição de "Happy Xmas (War Is Over)" e "Listen the Snow Is Falling". Ambas as músicas haviam saído em compacto (lado A e B respectivamente) em 1971.

## Faixas

### Disco 1
Lado A
1. "Woman Is the Nigger Of The World" (John Lennon/Yoko Ono) – 5:15
2. "Sisters O Sisters" (Yoko Ono) – 3:46
3. "Attica State" (John Lennon/Yoko Ono) – 2:54
4. "Born In A Prison" (Yoko Ono) – 4:03
5. "New York City" (John Lennon) – 4:30

Lado B
1. "Sunday Bloody Sunday" (John Lennon/Yoko Ono) – 5:00
2. "The Luck Of The Irish" (John Lennon/Yoko Ono) – 2:56
3. "John Sinclair" (John Lennon) – 3:28
4. "Angela" (John Lennon/Yoko Ono) – 4:06
5. "We're All Water" (Yoko Ono) – 7:11

### Disco 2
Lado C
1. "Cold Turkey" (John Lennon) – 8:35
2. "Don't Worry Kyoko" (Yoko Ono) – 16:01

Lado D
1. "Well (Baby Please Don't Go)" (Walter Ward) – 4:41
2. "Listen The Snow Is Falling" (faixa bônus)
3. "Happy Xmas (War Is Over)" (faixa bônus)